# Nathan Jariv
Nathan Jariv (geb. vor 1968) ist ein israelischer Regisseur.

## Filmografie
Spielfilme
- 1968: Feldwebel Schmid (vgl. Anton Schmid, Erstsendung im Fernsehen, ZDF: 22. März 1968. Dauer: 98‘30‘‘, s/w-Film)
- 1971: Kolibri
- 1971: Der Fall Eleni Voulgari
- 1972: Gewissensentscheidung
- 1973: Eigentlich hatte ich Angst... – Die Geschichte eines ungewöhnlichen Helden
- 1974: Der Hellseher
- 1977: Wenn man trotzdem lacht
- 1978: Denken heißt zum Teufel beten

Dokumentarfilme
- 1978: Das Land, wo Milch und Honig fließen
- 1982: Wie Juden leben – Zur Thora stehen
- 1988: Lachen über Hitler

Fernsehen
- 1975: Colomba
- 1980: Diabolo